# Madam Marie

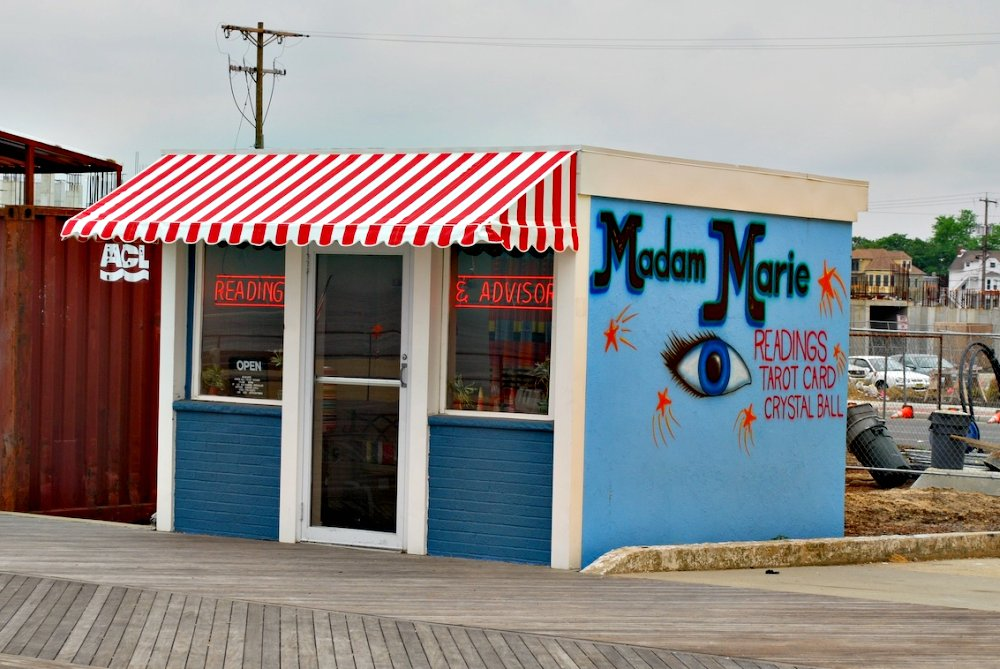
Temple of Knowledge, 2008.

Madam Marie, egentligen Marie Castello, född 25 maj 1915, död 27 juni 2008, var en spådam på strandpromenaden i Asbury Park i New Jersey. Hon är den affärsidkare som längst drivit samma affärsverksamhet på strandpromenaden. Redan 1932 öppnade hon sitt bås "Temple of Knowledge" där.
Hon förutspådde Bruce Springsteens framgångar efter att ha träffat honom när han uppträdde som gatumusikant. Han avfärdade det hela med att hon förutspådde att alla artister hon träffade på promenaden skulle nå stora framgångar. Klart är dock att hon själv blev odödlig i låten "4th of July, Asbury Park (Sandy)" på skivan The Wild, the Innocent & the E Street Shuffle av just Bruce Springsteen:
| ” | Well the cops finally busted Madame Marie for tellin' fortunes better than they do. | „ |

År 1997 stängde hon sitt bås i Asbury Park då områdets förfall gjorde henne otrygg. Verksamheten fortsatte i den närliggande orten Ocean Township. Hon återvände den 4 juli 2004. När hon avled halades flaggan i Convention Hall-Paramount Theatre, byggnaden som inleder strandpromenaden, till halv stång. Bruce Springsteen gav henne också sina vördnadsbetygelser och hälsade att världen behöver lite mer mysticism. Han ägnade "4th of July, Asbury Park (Sandy)" till henne när den spelades på Ullevi den 4 juli 2008.